# カンポス・サーレス
マヌエル・フェハス・ジ・カンポス・サーレス（Manuel Ferraz de Campos Sales、1841年2月15日 - 1913年6月28日）は、ブラジルの法律家、政治家。1898年から1902年まで、第4代ブラジル合衆国大統領を務めた。 
サーレスは1841年にサンパウロ州のカンピーナス市に生まれ、長じて法律家となり、またコーヒー農園主として財を成した。のち政界に転じ、法務大臣や上院議員を歴任したのち、1894年から1897年までサンパウロ州知事を務めた。1898年の大統領選挙にサンパウロ共和党から出馬し、前任のプルデンテ・デ・モライス大統領らの支援を得て当選した。
サーレスは大統領に就任すると厳しい金融改革を実施した。また、サーレスは各州の自治権を大幅に認め、州の内政に容喙しない一方で全国的な案件には各州の協力を得る体制を整え、これによりブラジルの政治は寡頭政治体制を取る各州の州知事が力を持ち、特に有力州であるサンパウロ州とミナスジェライス州が覇権を握るカフェ・コン・レイテ期を迎え、安定をみせた。
1913年、死去。